# Заботкин, Дмитрий Степанович
Дмитрий Степанович Заботкин (1837—1894) — военный инженер, генерал-лейтенант Русской императорской армии, почетный член Николаевской инженерной академии. Прадед заслуженной артистки РСФСР Ольги Заботкиной.

## Биография
Родился 15 (27) января 1837 года. Воспитывался во 2-м Московском кадетском корпусе, выпущен в офицеры в 1856 году прапорщиком в Лейб-гвардии Гренадерский полк с прикомандированием к Николаевской инженерной академии для дальнейшей учёбы.
По окончании академии в 1858 году Заботкин был переведён в военные инженеры и назначен в крепость Кронштадт, где непрерывно прослужил около 30 лет, до 25 октября 1887 года, когда, с производством в генерал-майоры, был зачислен командованием в члены инженерного комитета главного инженерного управления.
Многолетняя деятельность Заботкина в Кронштадте, сначала в качестве строителя, а с 1872 года в должности начальника крепостного инженерного управления, заключалась в производстве разнообразных военно-строительных работ и принесла ему известность как талантливому и оригинальному инженеру-практику. Из крупных построек по укреплению Кронштадта им построены батарея «Форт Зверев» на северном фарватере и башенный форт «Милютин».
Состоя членом инженерного комитета, Дмитрий Степанович Заботкин выполнял постоянно особые поручения, главным образом, участвуя в разработке вопросов организации инженерного корпуса, что послужило ему хорошей подготовкой в последующей его деятельности как главного начальника инженеров.

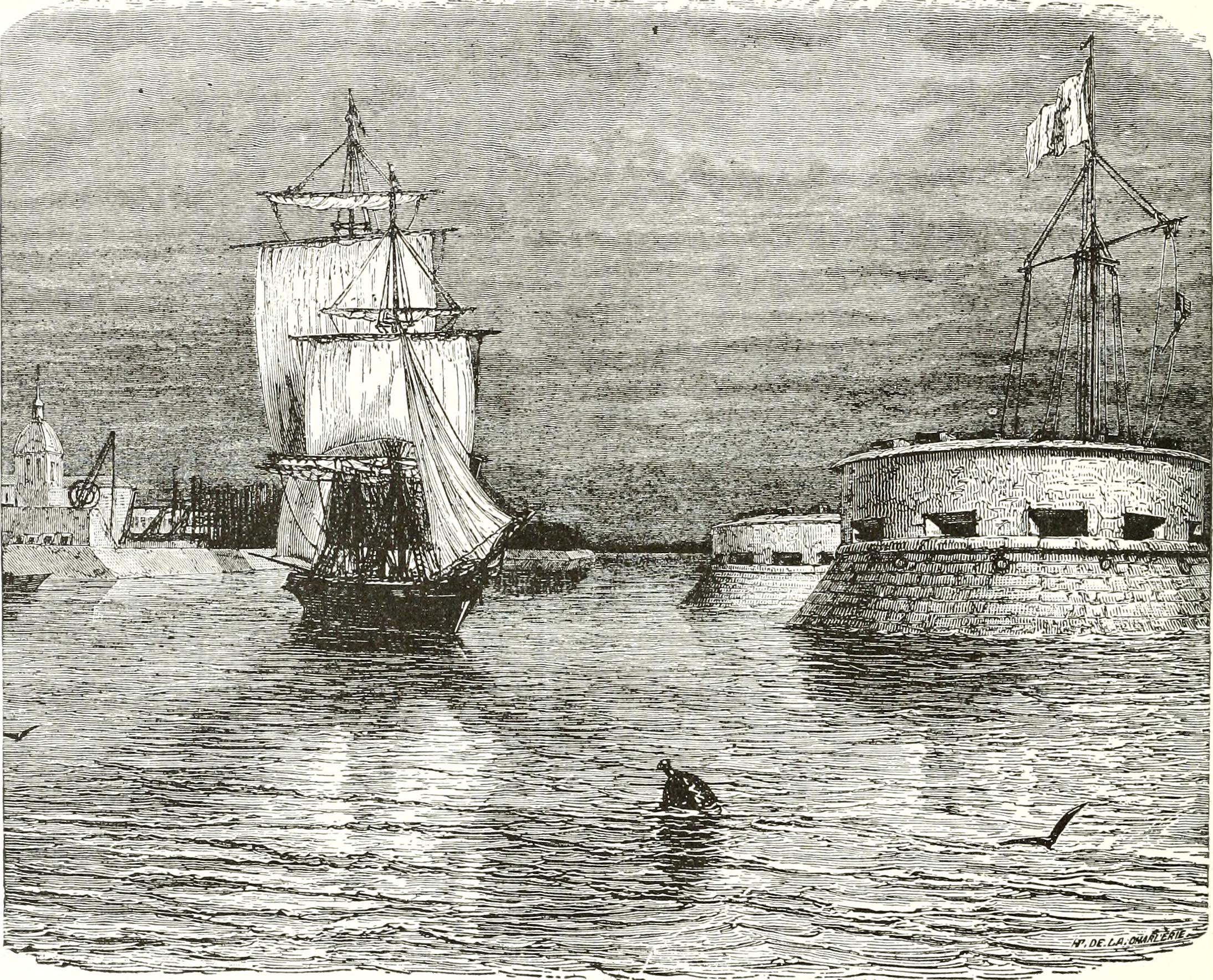
Кронштадтская крепость
(рисунок сделан примерно три года спустя после смерти генерал-лейтенанта Д. С. Заботкина)

В октябре 1890 года Д. Заботкин был назначен товарищем (заместителем) генерал-инспектора по инженерной части, а с упразднением в следующем году этой должности, главным начальником инженеров, с производством в 1892 году в генерал-лейтенанты. На этом высшем военно-инженерном посту он пробыл всего три года (до своей смерти), но в это время он вёл энергичную плодотворную деятельность, особенно в отношении организации крепостных инженерных войск. При нём была преобразована минная часть приморских крепостей, сформированы в главнейших крепостях сапёрные и минные роты, крепостные телеграфы, начали формироваться воздухоплавательные части при крепостях. Вместе с тем, для лучшей технической подготовки офицеров инженерных войск, так называемое гальваническое заведение инженерного корпуса было преобразовано в отдельную электротехническую часть его с учреждением при главном инженерном управлении особого электротехнического комитета, а бывшие при гальваническом заведении офицерские курсы преобразованы в офицерскую военную электротехническую школу. При нём также поднят вопрос и подготовлено переформирование Николаевского инженерного училища из роты в батальон 2-ротного состава. В области крепостного строительства при Заботкине производились в солидных размерах опыты с бетонными покрытиями, был окончательно утверждён проект по укреплению Севастополя и начаты в нём работы, энергично производилась постройка крепости Либавы, перестройка Михайловской крепости, разрабатывалась оборона Владивостока и других укреплённых пунктов Дальнего Востока, которые Заботкин лично осмотрел в 1893 году, совершив кругосветное плавание.
Согласно «Военной энциклопедии Сытина», за непродолжительное время руководства инженерным ведомством, «ярко обрисовалась выдающаяся личность генерала Заботкина как авторитетного инженера, энергичного и инициативного начальника, отличавшегося общедоступностью и отзывчивостью».
Умер 19 (31) декабря 1894 года в Санкт-Петербурге. Похоронен в Сергиевой Приморской пустыни с двумя, умершими в младенчестве, дочерьми.
Из литерных трудов Д. С. Заботкина наиболее известно сочинение «Известковые растворы», написанное совместно с инженером Елиоранским и удостоенное 1-й премии на конкурсе инженерного корпуса.

## Семья
Женился на Софье Николаевне  Биллио. Трое старших сыновей:
- Николай (1870—193?) — полковник Кирасирского лейб-гвардии полка, участник Белого движения, также эмигрировал.
- Александр (1873—1938) — выпускник Николаевского инженерного училища, генерал-майор, военный инженер; после Октябрьского переворота 1917 года эмигрировал в Югославию.
- Дмитрий (1874—1936) — капитан 1-го ранга

Остальные их дети: Ольга (16.11.1867—17.07.1870), Ольга (30.01.1871—1925), Мария (06.04.1878—26.07.1951), Надежда (22.05.1880—1919), Любовь (25.08.1881—03.08.1882), Людмила (25.01.1890—1942). Надежда была замужем за сыном А. М. Кузминского, Василием (1882—1933), который после смерти супруги женился на её младшей сестре Людмиле.